# رگزم
رگزم (به انگلیسی: Rexam) شرکت خدمات بسته‌بندی بریتانیایی و چندملیتی است، که به‌عنوان بزرگترین تولیدکننده قوطی‌های نوشیدنی در جهان شناخته می‌شود.
شرکت رگزم در سال ۱۹۲۳ تأسیس شد و در حال حاضر دارای ۷۰ کارخانه تولیدی در ۲۵ کشور در اروپا، آسیا، آمریکای شمالی و جنوبی می‌باشد.
دفتر مرکزی این شرکت در شهر لندن، بریتانیا قرار دارد و بخشی از سهام آن در بازار بورس لندن معامله می‌شود.